# Martí de Tours
Martí de Tours (francès: Martin de Tours)  (Szombathely, 316 - Candes-Saint-Martin, 8 de novembre de 397) va ser un bisbe de Tours, venerat com a sant per diverses confessions cristianes. Va ser un dels sants més populars i amb més devoció durant l'edat mitjana. La seva festivitat és l'11 de novembre, aniversari del seu funeral a Tours.

## Biografia
Sembla que havia nascut a la regió de Pannònia, a l'actual Hongria, fill d'un oficial de l'exèrcit romà, que li donà el nom de Martinus en honor del déu de la guerra Mart. La família va marxar a Pavia i en fer els quinze anys, Martí va ingressar a l'exèrcit. Va servir-hi fins a l'any 356, primer a Itàlia i després a la Gàl·lia, essent soldat sota Constantí I el Gran i després sota Constantí II. Abans de la meitat del segle IV es va convertir al cristianisme. Martí decideix llavors deixar l'exèrcit romà, la qual cosa no pot fer fins passat un temps, al negar-li la seva llicència l'emperador.
En llicenciar-se, es va unir a Hilari de Poitiers, amb qui van fundar en 360 el que es pot considerar primer monestir d'Occident, el de Ligugé. Va fer nombrosos viatges de predicació per la Gàl·lia central i occidental, sobretot en zones rurals, que el van fer molt popular. Per això, l'any 371 va ser elegit bisbe de Tours pels habitants de la ciutat. La seva vida pastoral es va caracteritzar per l'evangelització i la lluita contra els costums pagans. Es va fer cèlebre per la seva santedat i els seus miracles. Va ser un bisbe actiu i enèrgic i aconseguí un gran prestigi fora de la seva diòcesi. Continuà la seva activitat pastoral entre els pagesos, al contrari que altres bisbes del moment que es limitaven a la seva tasca a la ciutat. Va fundar, prop de Tours, un nou monestir: el Maius Monasterium o Monestir Major que es convertí en l'abadia de Marmoutier, activa fins al final del segle xviii.
Encara que perseguia les teories del gnosticisme i maniqueisme de Priscil·lià, va acudir davant l'emperador Magne Màxim per a evitar que aquest fos executat. El bisbe lusità Itaci va insistir davant l'emperador fins a l'execució de Priscil·lià. Martí, afligit i empipat per aquest fet, va trencar les seves relacions amb Itaci. Més tard va haver de reconciliar-se amb ell, quan l'emperador l'hi va exigir com condició a canvi d'acabar amb les execucions de priscil·lianistes.
Morí a Candes l'any 397, on havia anat per a conciliar-ne els clergues que tenien un conflicte.
Van ser els primers biògrafs de Martí el seu deixeble Sulpici Sever, que inclou moltes llegendes i fets inversemblants en la vida, i Venanci Fortunat en el seu poema Vita Sancti Martini.

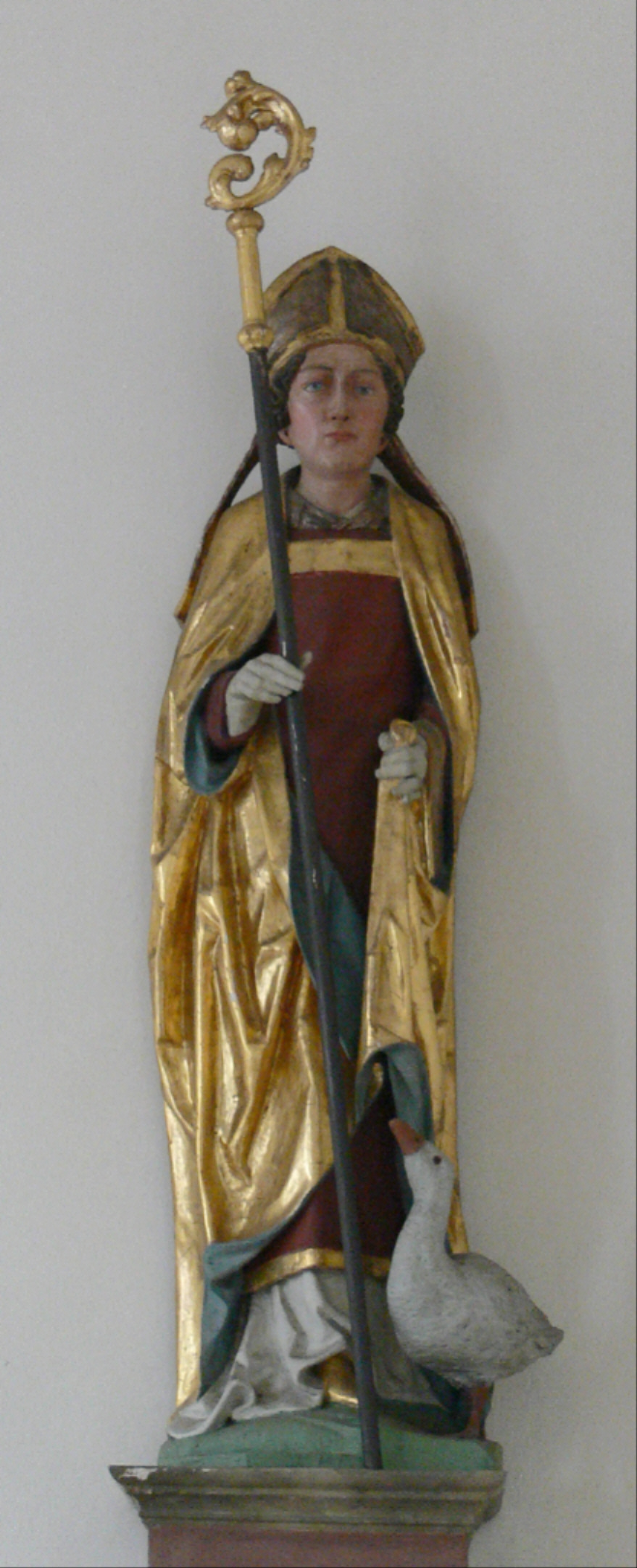
Escultura a la parròquia d'Esenhausen, s. XVI
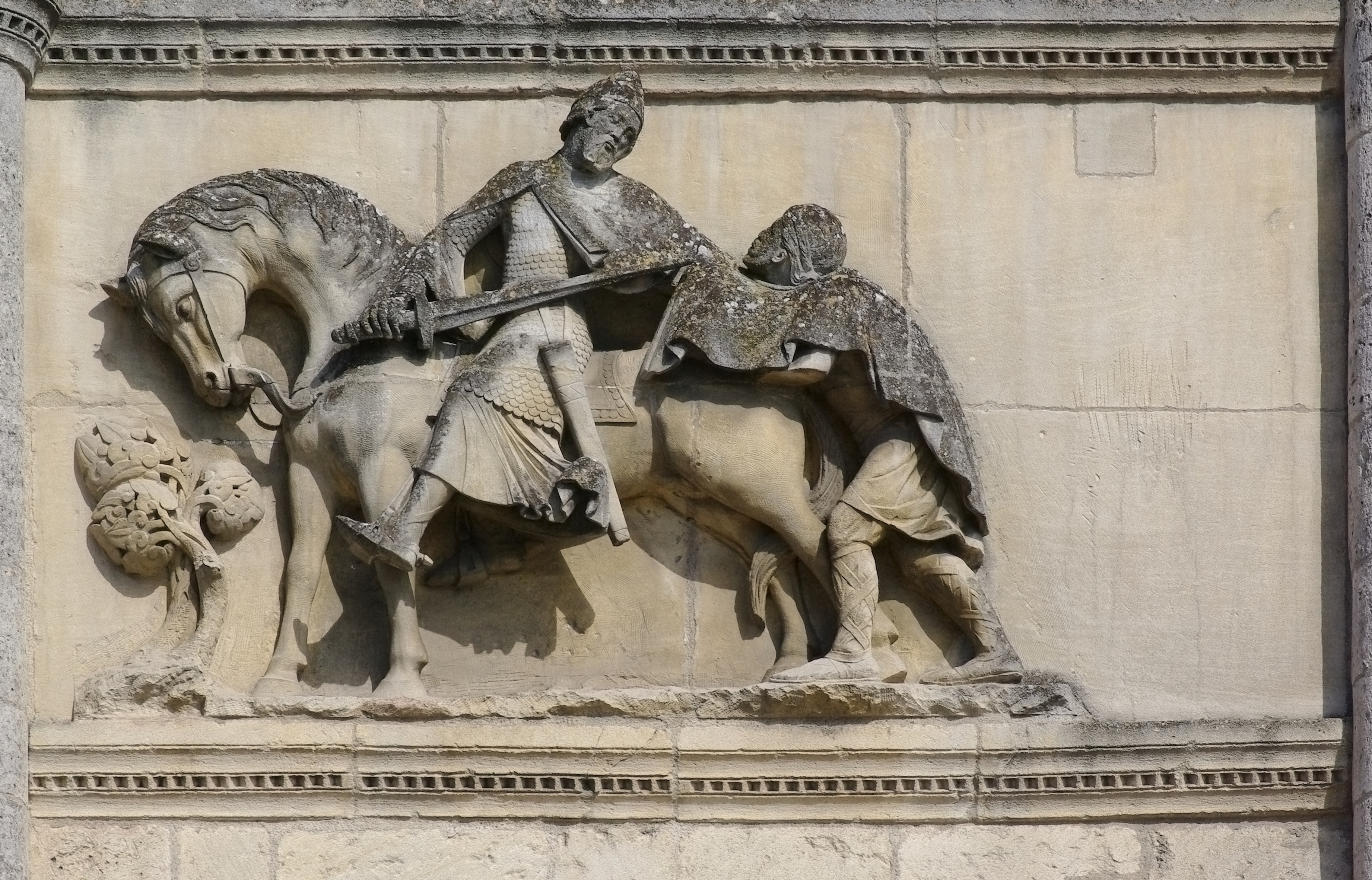
Escultura a la Catedral de Angulema (Francia), s.XII
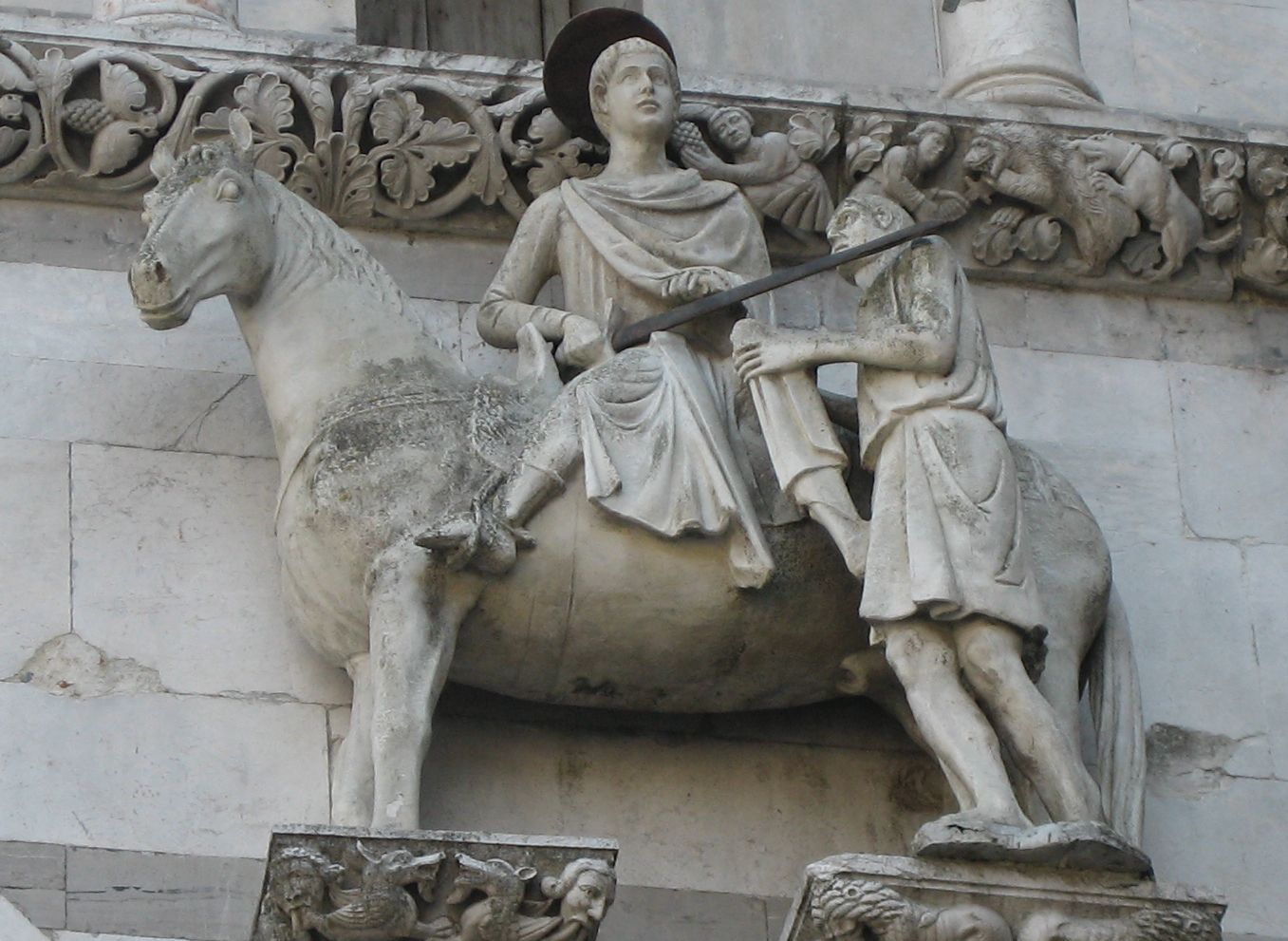
Escultura a la Catedral de Lucca, s. XIII
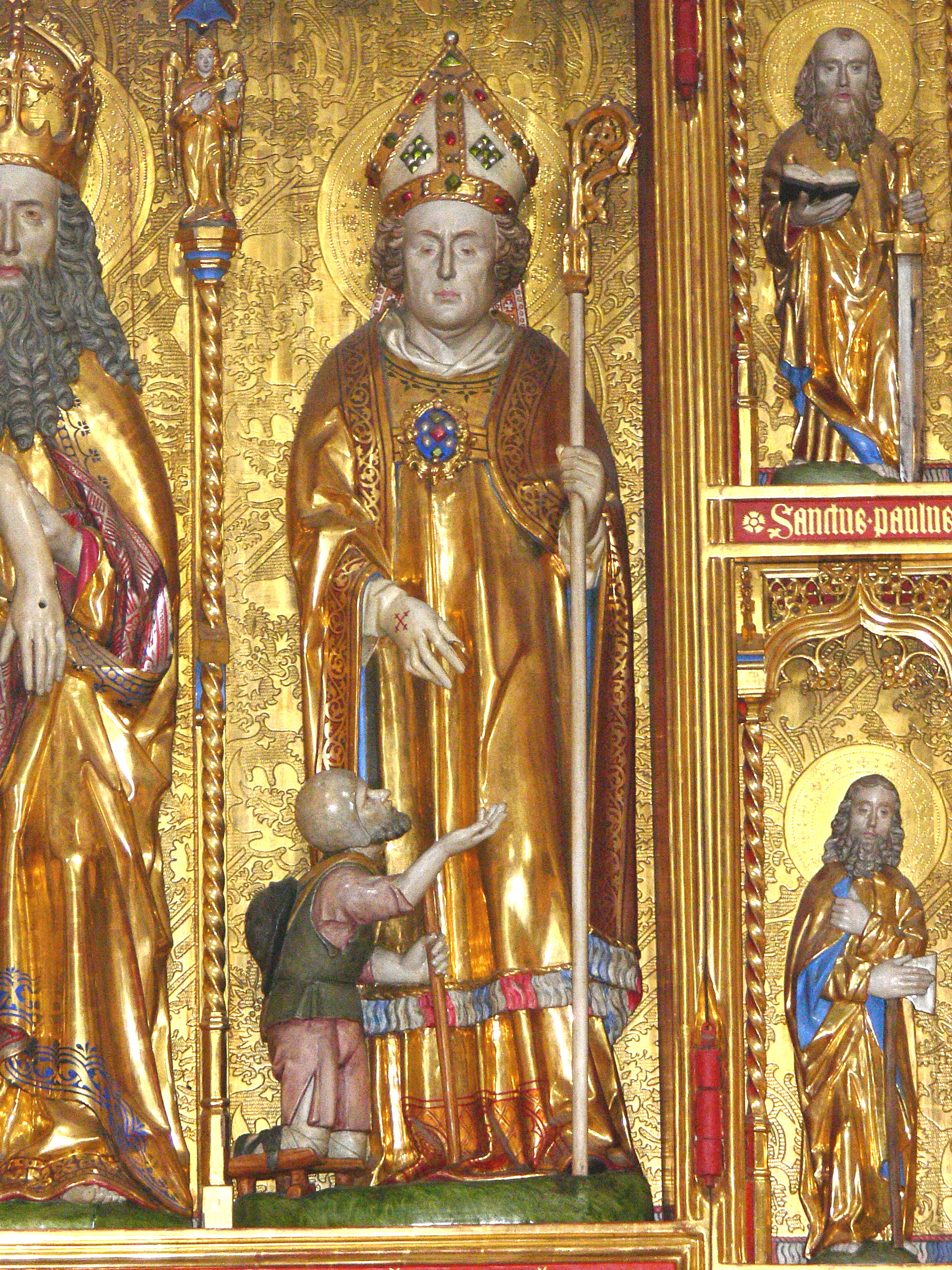
Talla del retaule gòtic de Løgumkloster, s. XV
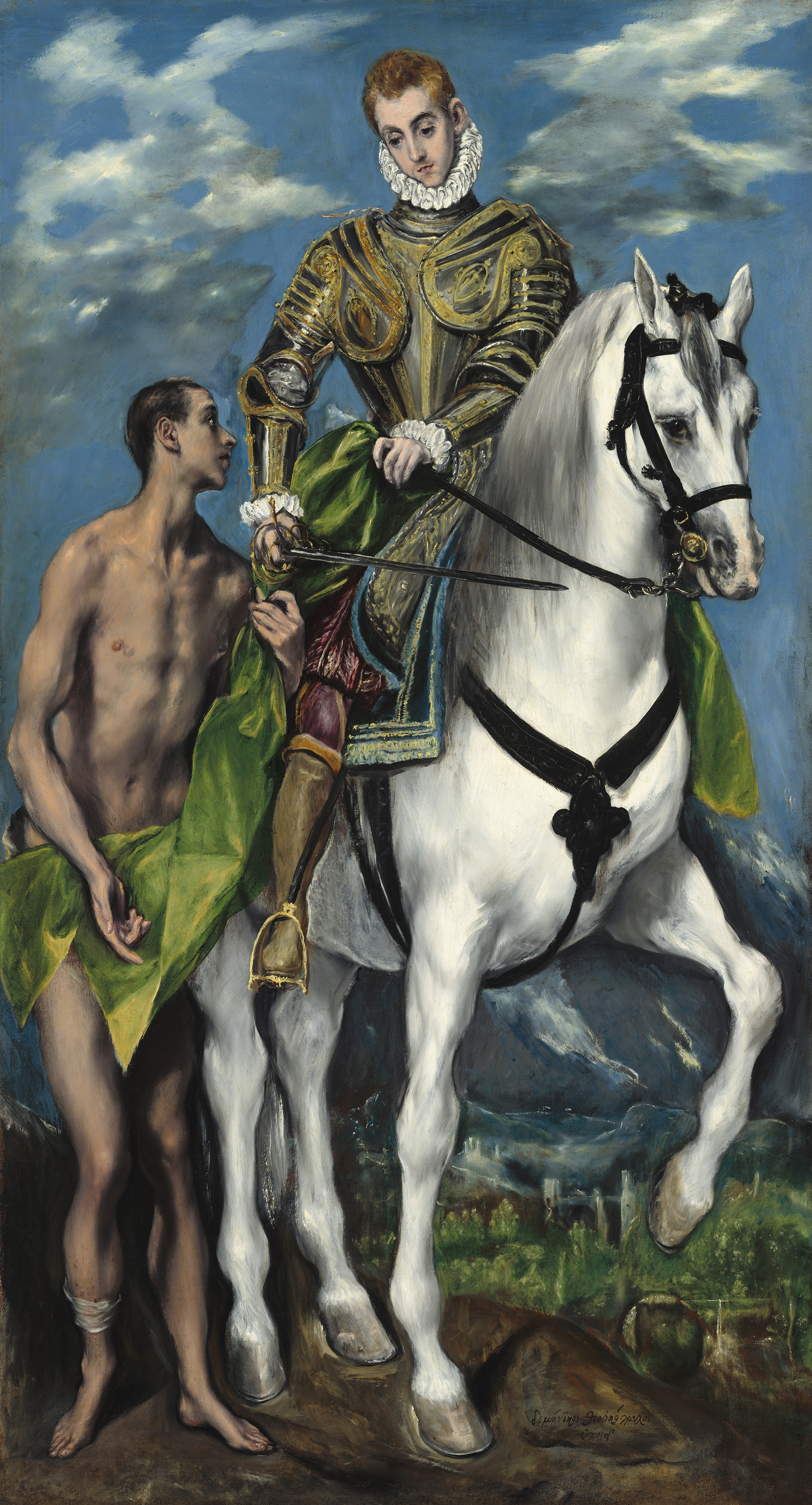
Pintura d'El Greco, 1597

## Llegendes
La llegenda més famosa entorn de la seva vida succeiria a l'hivern de 337, quan essent Martí a Amiens troba prop de la porta de la ciutat un captaire tremolant de fred, a qui dona la meitat de la seva capa, car l'altra meitat pertany a l'exèrcit romà que serveix i no se'n pot desprendre. A la nit següent, Crist se li apareix vestit amb la mitja capa i dient als àngels: "Aquí hi ha Martí, el soldat romà que no està batejat: ell m'ha vestit". En desvetllar-se, Martí va trobar que la capa estava sencera i va decidir de batejar-se. Aquesta és l'escena que iconogràficament s'ha preferit per a la seva representació.
La capa miraculosa es va conservar com a relíquia i va formar part, des d'antic, del tresor dels reis merovingis dels francs, que la portaven a les seves campanyes militars com a amulet. El prevere encarregat de la custòdia de la relíquia (una "cappella" o capa curta) era el "cappellanus"; el terme va donar origen d'una banda a "capella", com a lloc d'oració, per l'oratori on es conservava, i de l'altre, a "capellà", primer com a sacerdot militar i després, com a sacerdot i religiós en general.
Segons la llegenda de Soler de Vilardell, Martí un dia passa prop del Castell de Vilardell vestit de mendicant. Quan el senyor tornava amb el pa i l'almoina, Martí havia desaparegut en deixar-li l'Espasa de Vilardell, una espasa de vertut, amb el qual va matar un drac que tenia espantada la gent de la comarca.

### L'arc i l'estiuet de Sant Martí
La llegenda catalana explica que Martí va donar-li la capa al pobre en nom de Jesucrist i que, tot just pronunciar el nom de Crist, el cel es va obrir, el sol va brillar esplendorós i es va formar un gran arc iris que va fondre la neu i enretirar el fred, ajudant d'aquesta manera al vagabund. Per aquest motiu hom coneix aquest fenomen amb el nom d'arc de Sant Martí, i l'interludi de bonança que cada any té lloc a mitjan novembre amb el nom d'Estiuet de Sant Martí.
Una altra llegenda vincula Martí amb les oques: Martí no volia ser bisbe, ja que, humil, no volia tenir cap mena d'honor. Havia sentit que els ciutadans de Tours volien fer-lo bisbe i venien a cercar-lo; per evitar-ho, es va amagar, però les oques que hi havia van començar a palpar i van descobrir-lo.

Vida de Sant Martí, frescos de Simone Martini a la basílica inferior de Sant Francesc d'Assís (1322-26)
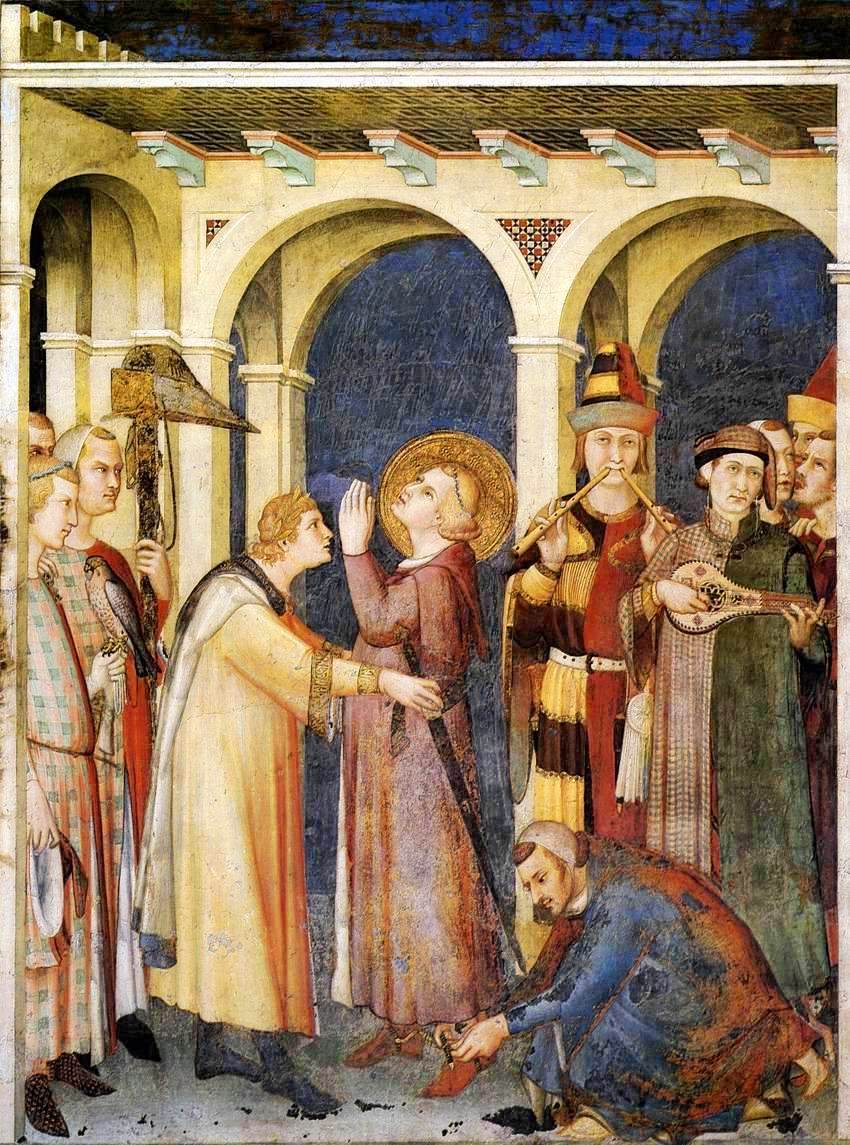
L'emperador Julià investeix Martí com a soldat
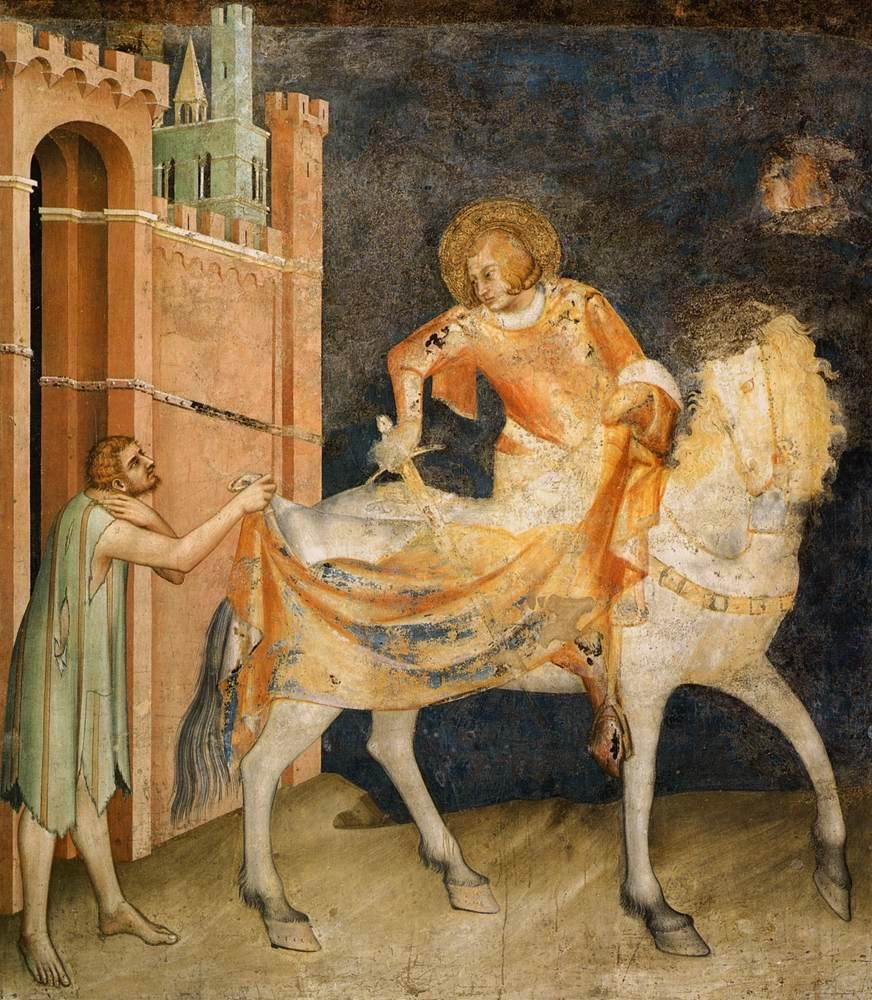
Parteix la capa per al pobre
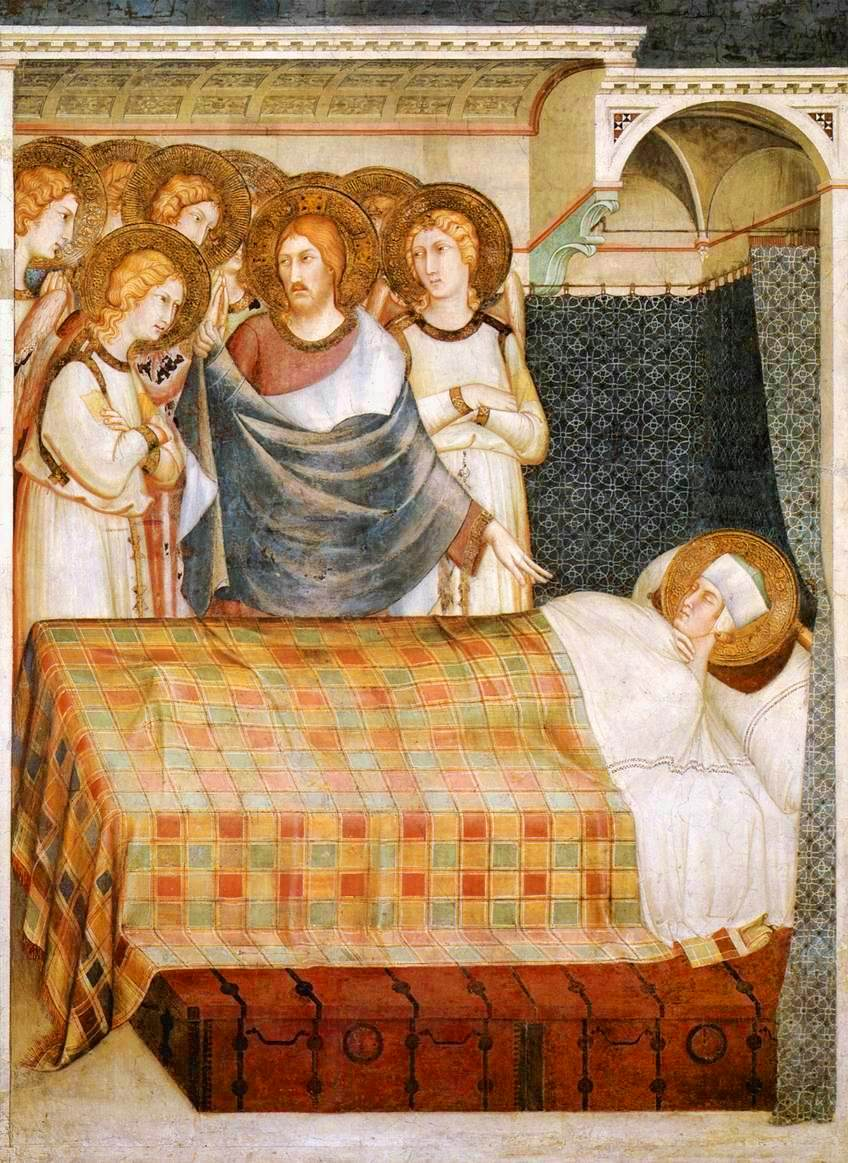
Somni on Jesús vesteix la capa tallada
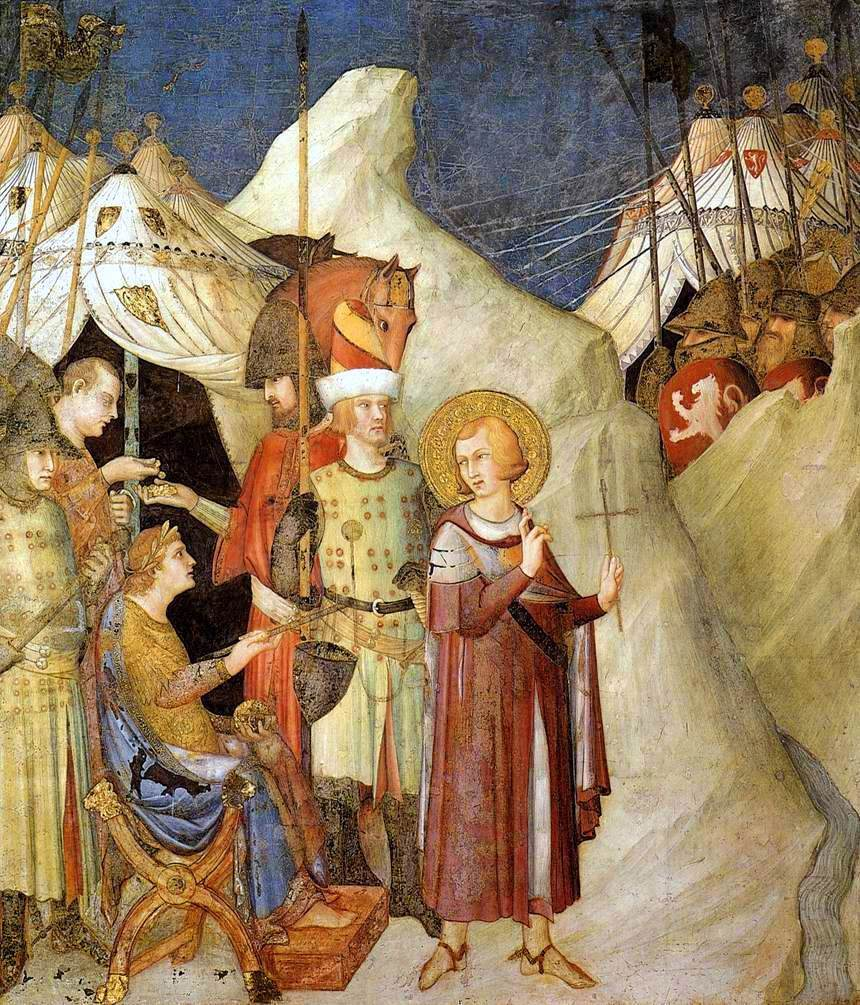
Martí deixa l'exèrcit i la vida mundana
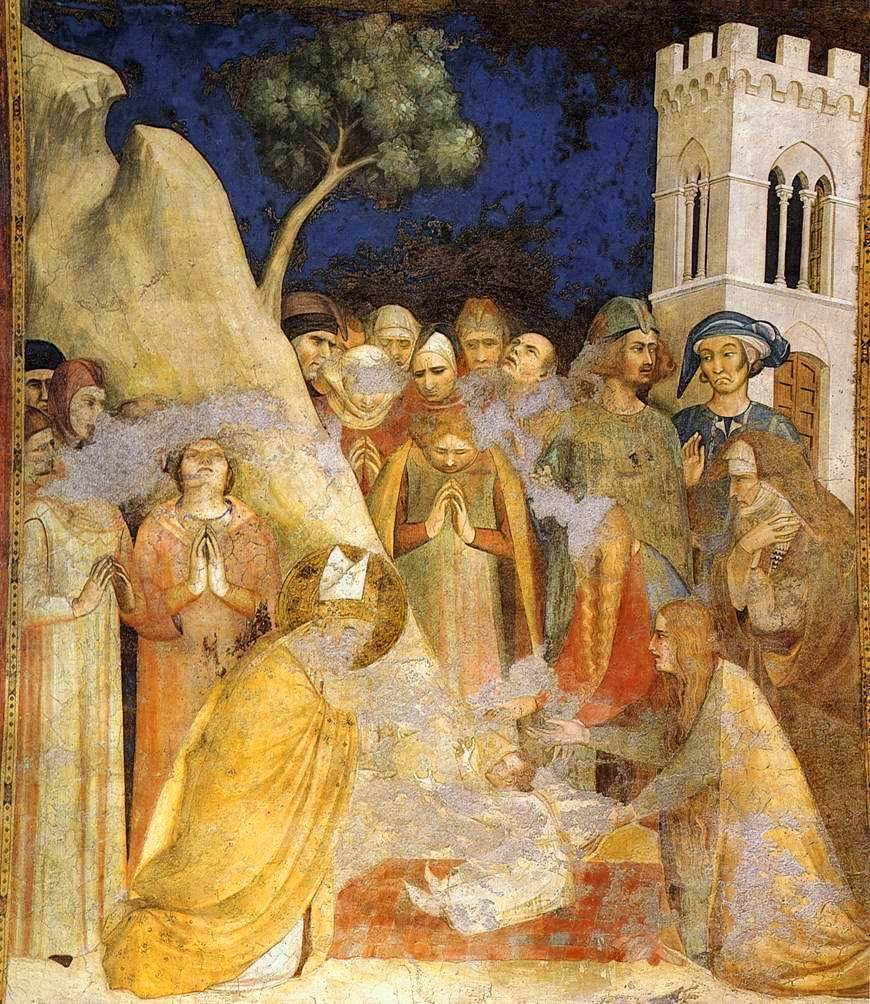
Ressurrecció d'un nen
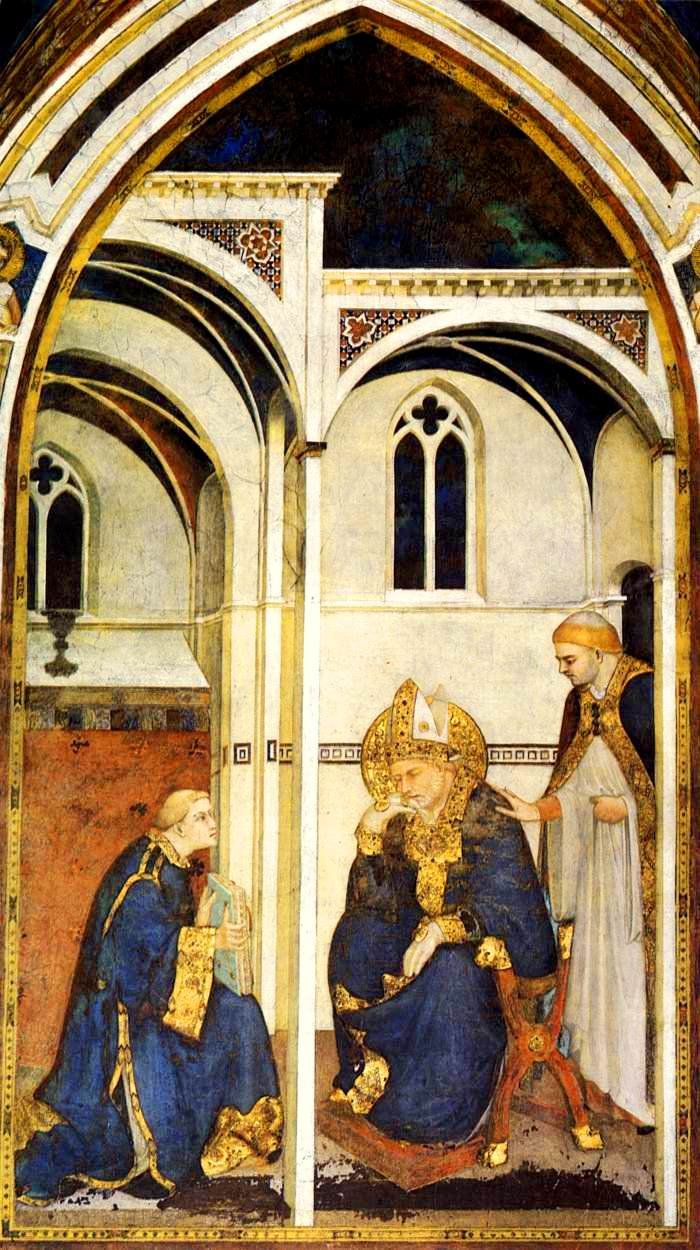
El sant meditant
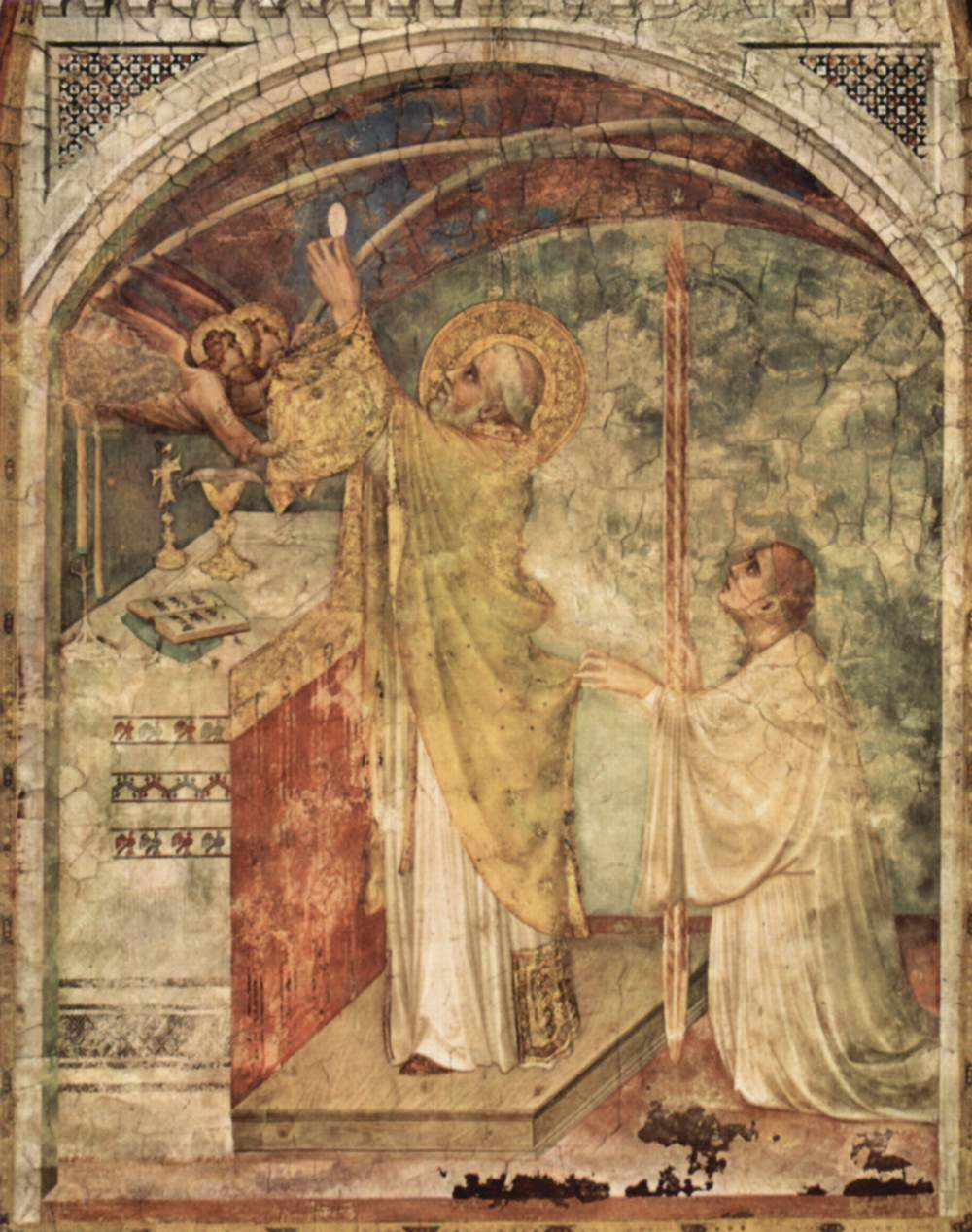
Missa miraculosa
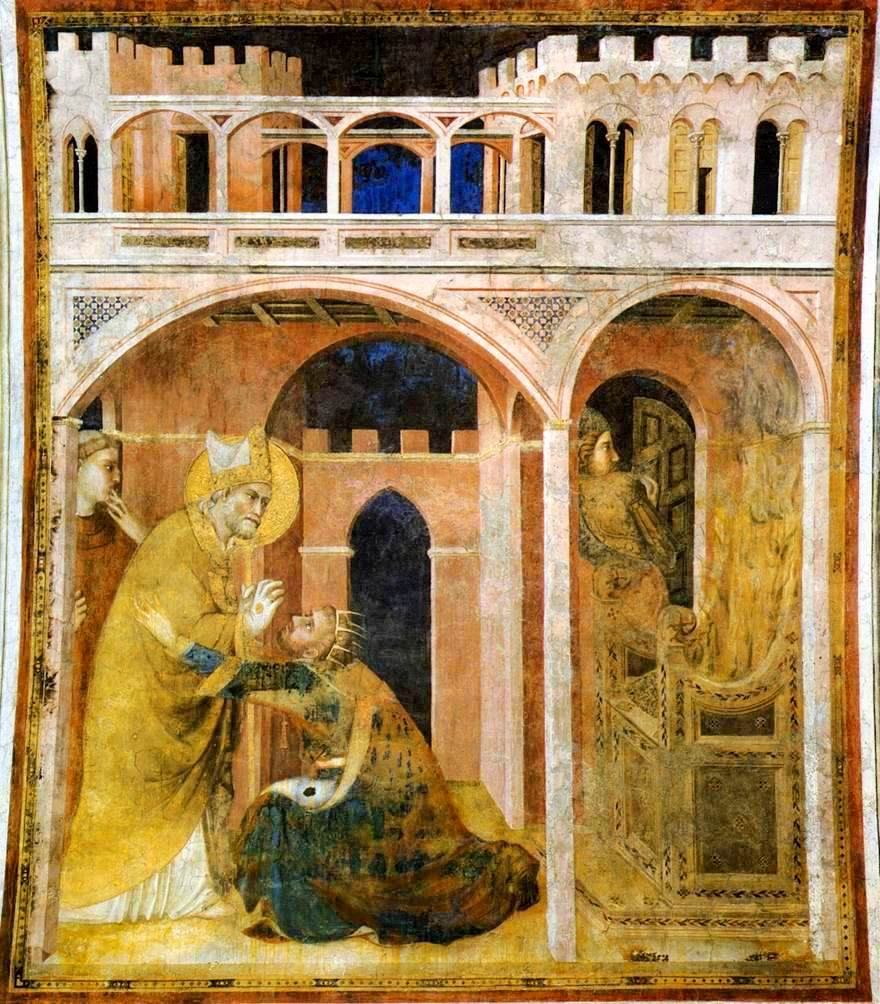
Miracle del foc, que crema el tron de Valentinià perquè no havia volgut rebre el sant
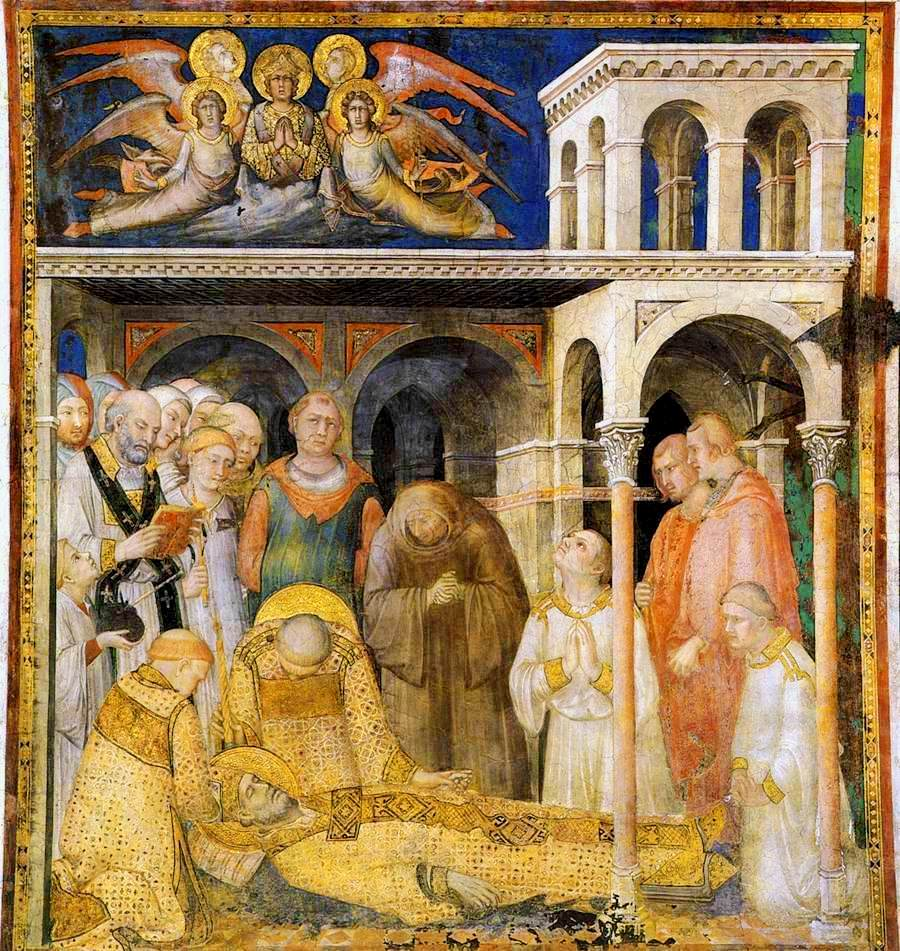
Mort
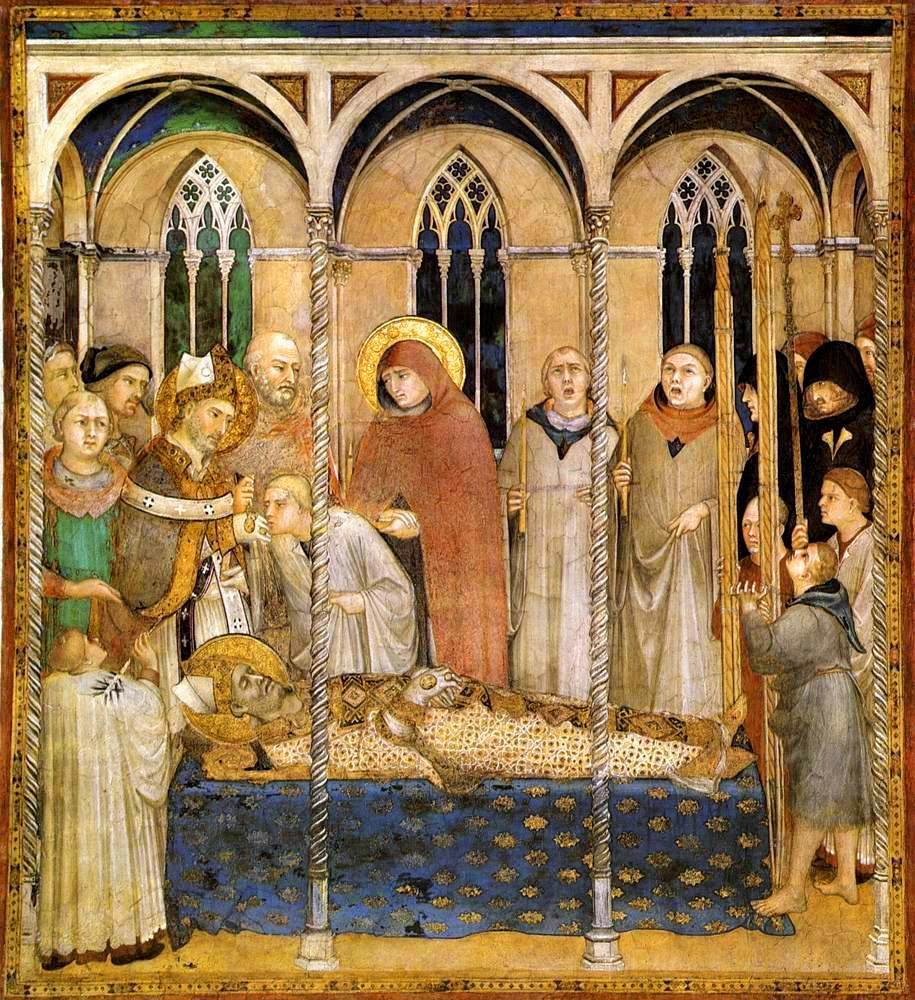
Funeral
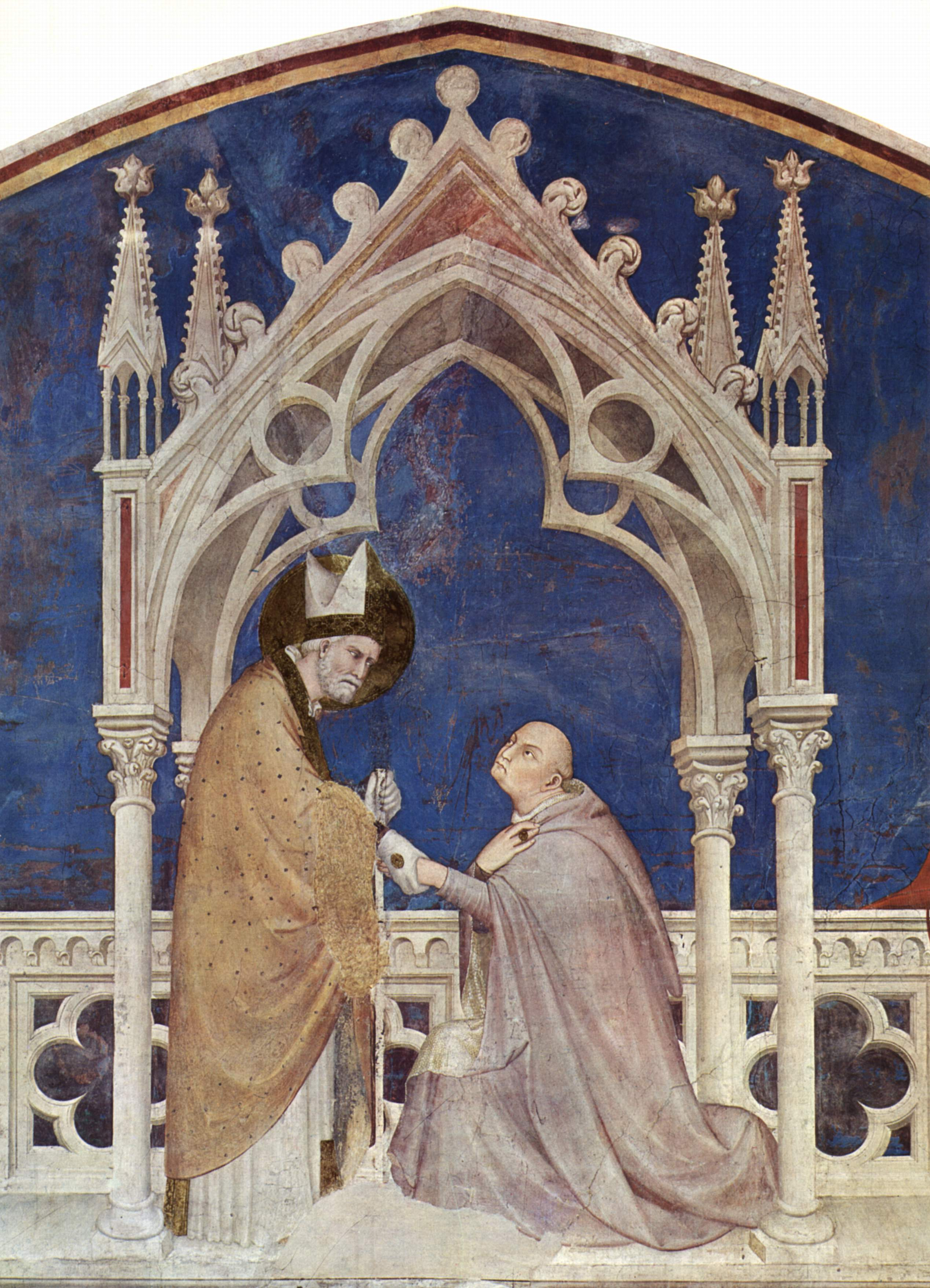
Martí s'apareix al cardenal Gentile Portino da Montefiore, que havia encarregat els frescos

## Veneració
La seva festivitat se celebra l'11 de novembre, aniversari del seu enterrament a Tours. La basílica aixecada sobre la seva tomba, Sant Martí de Tours, va ser un dels principal centres de pelegrinatge de l'Europa medieval i l'edifici religiós més gran de tot França. En 1562, els protestants la van saquejar i van cremar les relíquies del sant; durant la Revolució francesa, l'edifici va ser enderrocat, malgrat el seu gran valor artístic: només en restaren dues torres. La nova basílica es construí entre 1884 i 1925.
Sant Martí és molt venerat arreu i té sota el seu patronatge múltiples parròquies al llarg d'Europa. A Catalunya el seu culte va ser introduït durant la conquesta franca: fins al segle xii, va ser el sant amb més capelles i parròquies dedicades, com testimonien la gran quantitat de municipis i llocs anomenats "Sant Martí de...", o la trentena de municipis que el tenen avui com a patró.
És el moment, en molts llocs d'Europa, de la matança del porc, d'on ve la dita "A cada porc li arriba el seu Sant Martí". El clima habitualment més càlid d'aquests dies és el conegut com a "estiuet de Sant Martí".

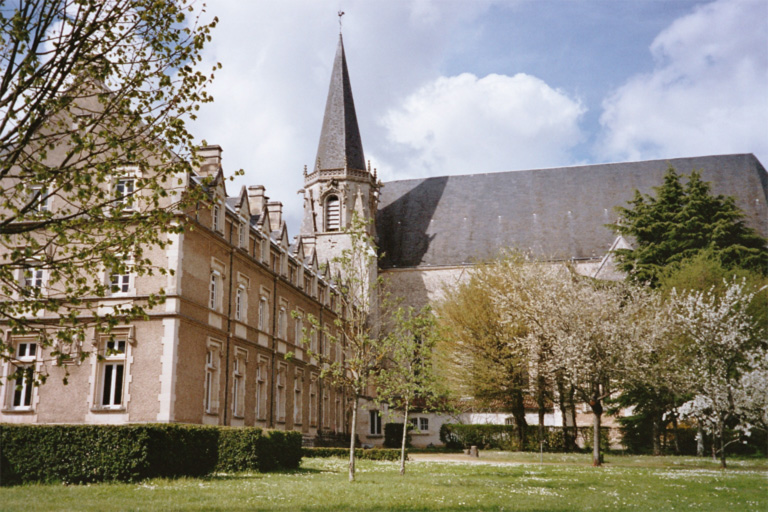
Edifici de l'antiga abadia de Ligugé
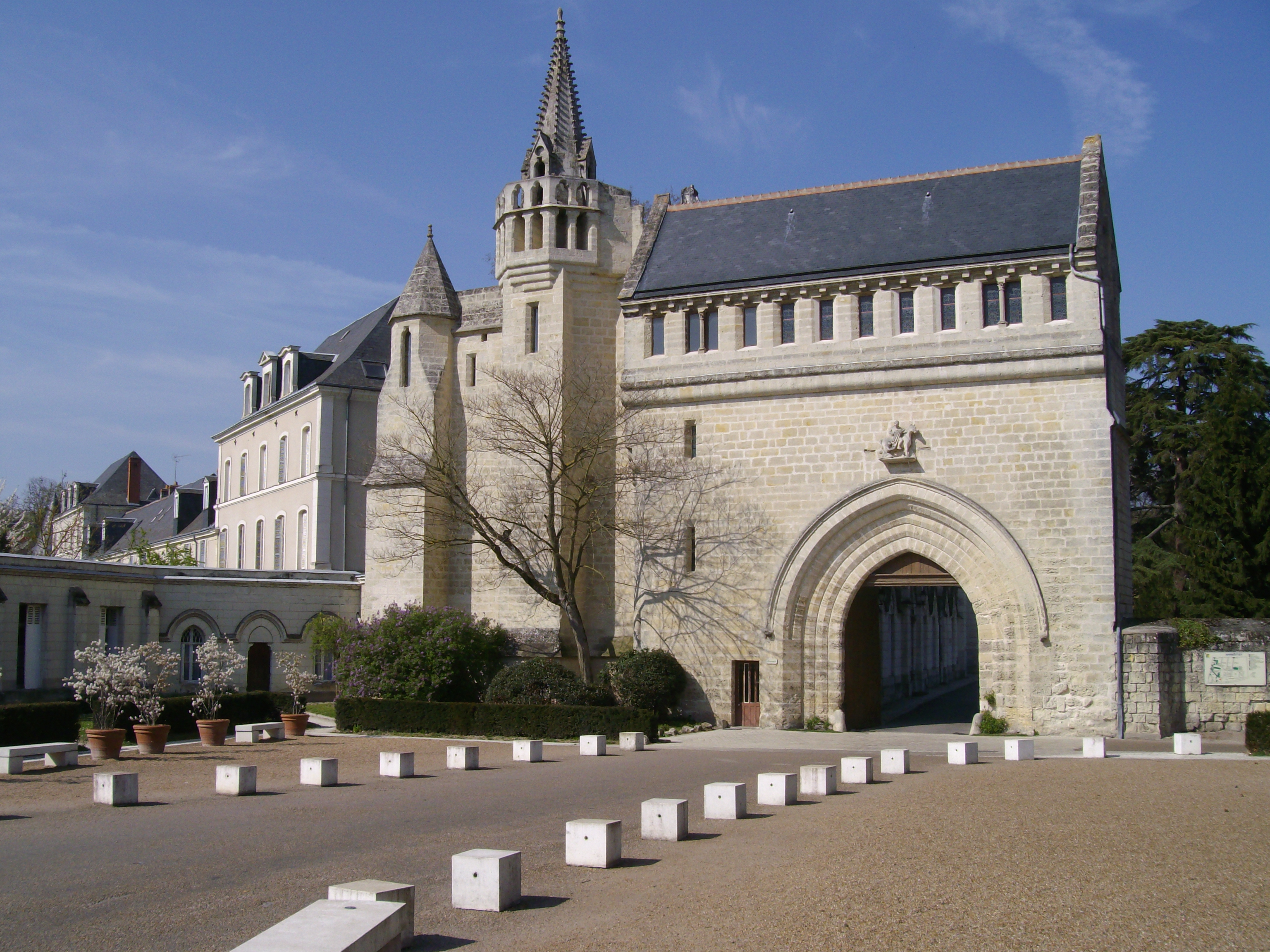
Portal de l'abadia de Marmoutier, una de les poques restes que en queden
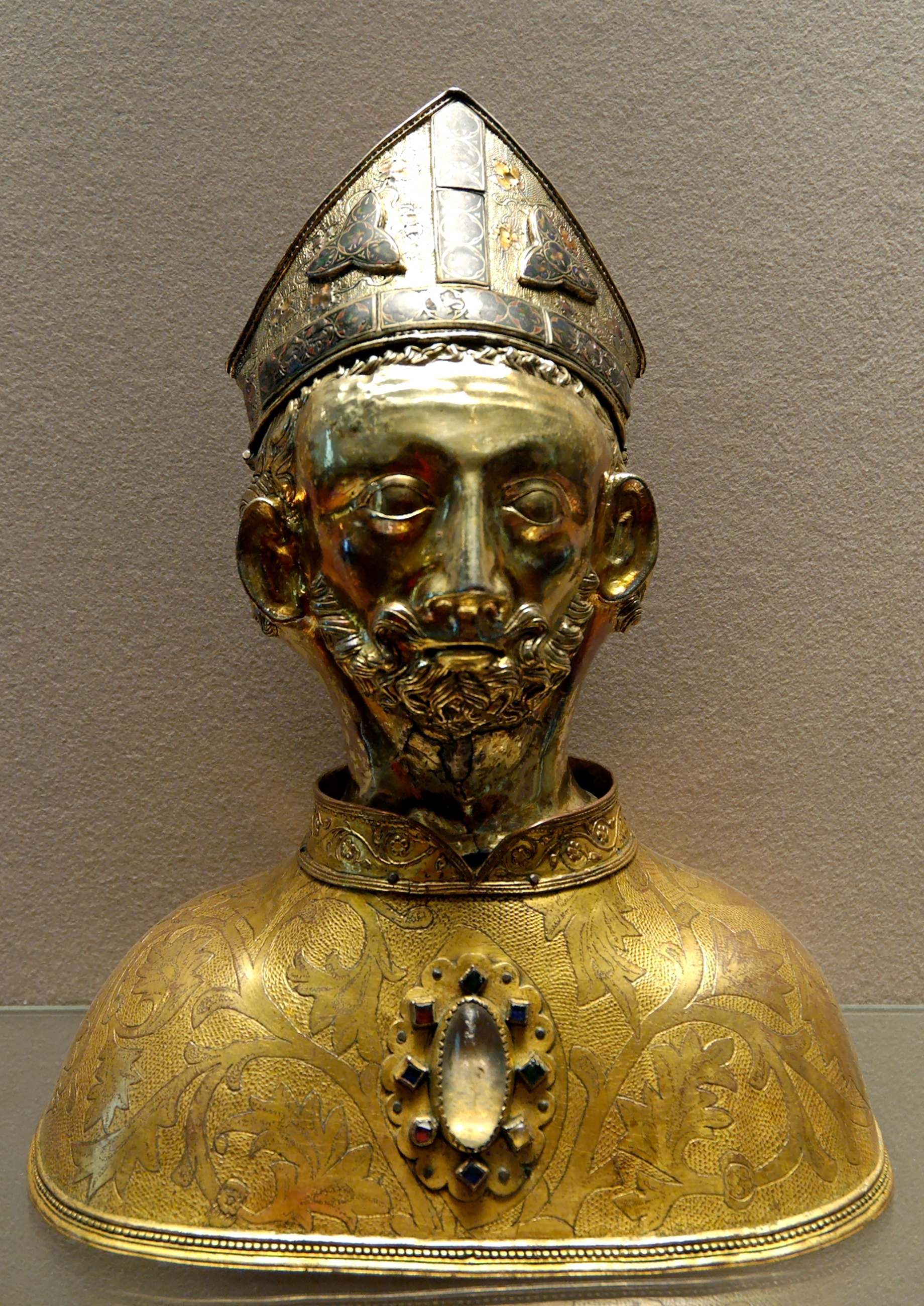
Reliquiari del cap de S. Martí, s. XIV (París, Louvre), procedent de Soudeilles (Corrèze)
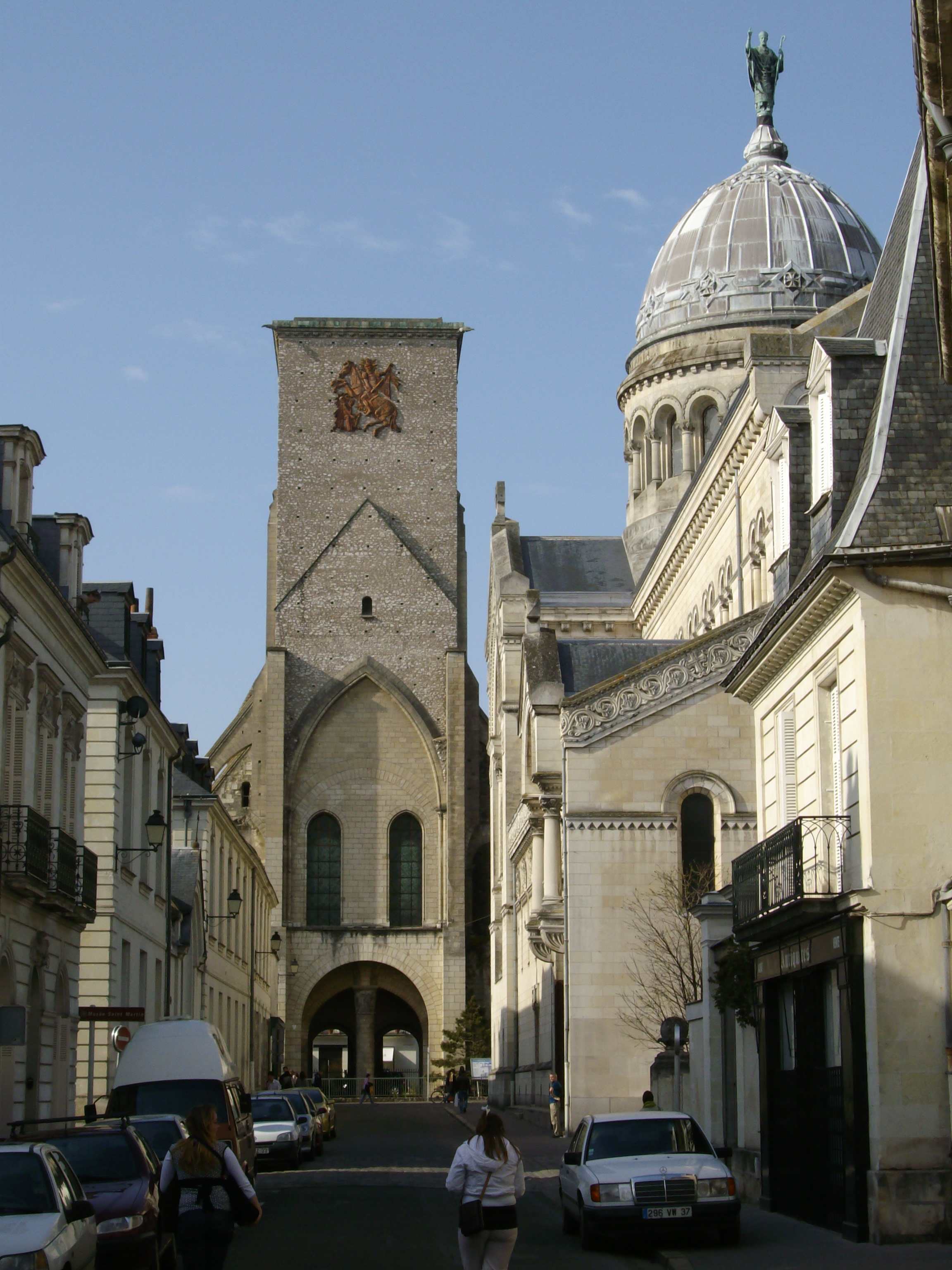
Basílica de S. Martí de Tours, amb la torre de l'antic temple
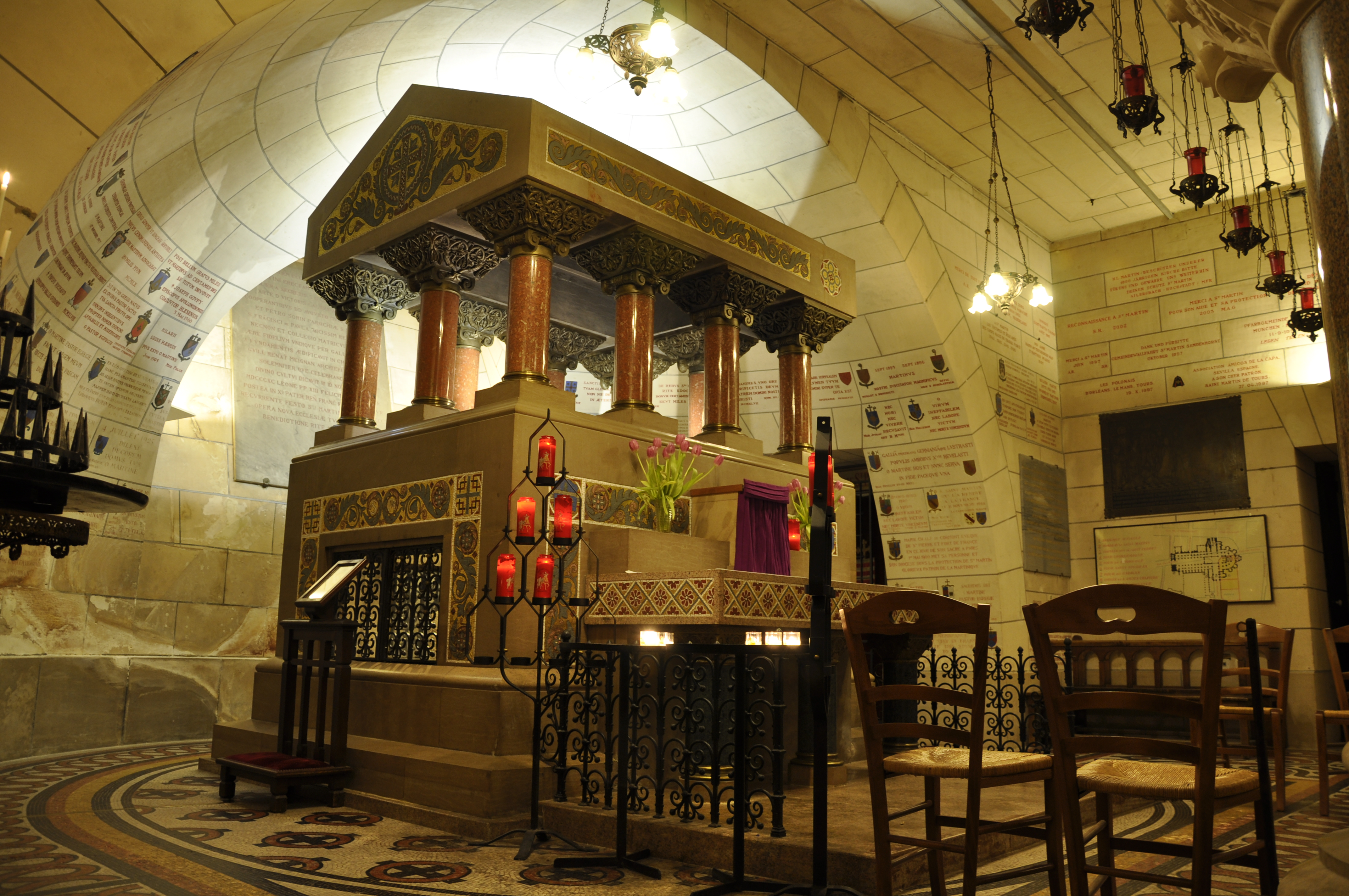
Tomba del sant a la cripta de la basílica

### Folklore
És patró dels soldats, teixidors i fabricants tèxtils. Patró de França, d'Hongria i de les ciutats de Buenos Aires, Groningen i Ourense.
A Catalunya era protector dels que tractaven amb cavalls, mules i altre bestiar de ferradura i de peu rodó, els forjadors i manyansastres. En les portes d'entrada de molts temples i esglésies dedicades a Sant Martí, com la d'Arenys de Munt, encara hi ha clavades centenars de ferradures de cavall. Aquest costum, el de clavar una ferradura a la porta del temple la vuitada de la festa de Sant Martí, havia estat molt estès i prové de l'antiga creença que el sant protegia el bestiar i els seus propietaris de tota mena de mals. També en aquesta època de l'any era quan es canviaven les ferradures als cavalls. Joan Amades diu que "de les ferradures que clavaven els ferradors durant la vuitada anterior a Sant Martí, una es tornava d'or i portava gran riquesa i ventura a l'amo de la bèstia afortunada. Diuen que durant aquests dies els ferrers posaven una ferradura de franc, és a dir, que de les quatre només en cobraven tres. El dia d'avui, però, els ferradors no ferraven, car era tingut com un gran pecat el fer-ho" D'aquí la dita "Per Sant Martí, ni ferra el ferrer, ni mol el molí".

## Iconografia
A vegades se'l representa com a bisbe, amb els elements característics de la indumentària episcopal (mitra, bàcul, casulla, etc.). Altres vegades se'l representa com a cavaller, vestit de forma elegant com correspon al seu origen o bé amb indumentària militar que inclou la clàmide. Aleshores el seu atribut pot ser una espasa. L'escena més habitual i constant en la iconografia de sant Martí és la de tallar la seva capa per compartir-la amb un pobre.
Obres
- Frontal d'altar romànic de Sant Martí de Puigbò (MEV)
- Frontal d'altar de Gia (MNAC)
- Taula lateral de l'Altar de Tavèrnoles (MNAC)
- Grup escultòric representant Sant Martí a cavall tallant la seva capa per compartir-la amb un pobre. Segle XIII (Catedral de Lucca)
- Retaule de Sant Jeroni, Sant Martí i Sant Sebastià, de Jaume Ferrer II. Cap a 1450. (MNAC)
- Retaule de sant Martí de Tours i sant Ambròs de Milà. Segle XV. Catedral de Barcelona.
- Retaule dedicat a Sant Martí, atribuït al "Mestre de les figures anèmiques" i provinent de Sant Martí Sescorts. S. XV. (Museu Episcopal de Vic).
- Retaule dedicat a Sant Martí, atribuït al "Mestre de Fonollosa". S. XV. (Museu Episcopal de Vic).
- Retaule major de l'església parroquial de Sant Martí d'Arenys de Munt, obra de Pere Serafí 1543-46